# Valivade
Valivade – osiedle w Indiach w stanie Maharasztra na przedmieściach Kolhapuru.

## Historia
W czasie II wojny światowej w 1943 powstał tam obóz dla polskich uchodźców. Miejsce jest oddalone o ok. 8 km od Kolhapuru oraz ok. 300 km na południe od Bombaju. Polscy uchodźcy (Sybiracy, którzy po odzyskaniu wolności wydostali się z ZSRR) przybyli do tego miejsca na początku 1943, wcześniej przebywając w Iranie oraz w punktach etapowych w północno-zachodnich Indiach. Wybór tego miejsca był także podyktowany jego warunkami topograficzno-klimatycznymi (położenie na wzniesieniu, względnie mniej gorące temperatury).
Przy budowie obozu Brytyjczycy byli wspierani przez władze niezależnego księstwa Kolhapur maharadża Chhatrapati Shandzi i Maharani Toprani. Formalnie administratorami obozu byli Brytyjczycy, jednak w praktyce Polacy sami zarządzali nim. Kierownictwo sprawował kapitan prawdopodobnie o nazwisku Grebenek. Na terenie osiedla zbudowano ok. 200 baraków, ze ścianami wykonanymi z bambusa, pokrytych dachówką, z doprowadzoną do nich wodą wodociągami. W osiedlu zostały założone sklepy, restauracje, hotele, szkoły podstawowe i średnie, boiska sportowe, szpital, kościół, poczta, kino. Był też rynek, gdzie można było zakupić niezbędne produkty po ustalonych cenach. Zbudowano też szkołę, gimnazjum, szpital, kościół św. Andrzeja Boboli oraz warsztaty, w których mogli pracować dorośli i trochę dorobić do rządowej zapomogi.
Polacy z czasem zatrudniali w swojej infrastrukturze miejscową ludność. Pomagali także Hindusom w różnych dziedzinach życia. Jako całość obóz był uważany za wzorcowy i odznaczał się zorganizowaniem oraz porządkiem. Z tego powodu Wielka Indyjska Linia Kolejowa utworzyła stację Polish Colony Station (Stacja Kolonii Polskiej). Tym transportem przybywali do Valivade polscy uchodźcy od strony Bombaju.
Podczas pobytu Polacy utrzymywali bliskie, przyjazne i wzajemnie korzystne stosunki z okolicznymi Hindusami. W końcowym okresie istnienia osiedla (gdy Brytyjczycy nie przekazywali już im środków finansowych) Polacy znajdowali prace w hinduskich miejscach pracy.
W Valivade mieszkali głównie ludzie starsi, kobiety, dzieci i młodzież. Żyło tam ok. 500 polskich sierot (drugie tyle przygarnął maharadża Dżamnagaru). Dorośli mężczyźni służyli wówczas w Armii Polskiej. Do osiedla trafiali jednak żołnierze w ramach leczenia i rekonwalescencji. Młodzież męska z osiedla o uzyskaniu pełnoletniości była zaciągana do wojska. Mieszkańcy Valivade pracowali w samym osiedlu na różnych stanowiskach jego struktury, a także trudnili się hodowlą, ogrodnictwem, rękodziełem. Każda z kobiet z dziećmi dostawała w obozie dwupokojowy bungalow z kuchnią, łazienką i werandą. 
Jedną z wychowawczyń w gimnazjum była Wanda Borzemska. Przy szkołach powstawały drużyny harcerskie. Harcmistrzem był Zdzisław Peszkowski (późniejszy kapelan Rodzin Katyńskich i naczelny kapelan (ZHP pgK)). Opiekę duszpasterską sprawowało trzech księży, m.in. ks. dr Leopold Dallinger, ks. Antoni Jankowski. Opiekę lekarską nadzorował lek. Alfred Tomanek, kierownik Wydziału Służby Zdrowia przy Delegacie Min. Pracy i Opieki Społecznej w Bombaju, którym był Wiktor Styburski.
Do obozu w Valivade trafiły też dzieci z likwidowanych obozów w Balachadi i Malirze. Wśród dzieci, które znalazły schronienie w tym „polskim” miasteczku w Indiach byli:
- pisarz Jerzy Krzysztoń (1931–1982), który debiutował literacko w 1949 r. opowiadaniem Wspomnienia indyjskie (później w składzie książki Opowiadania indyjskie),
- pisarka Danuta Irena Bieńkowska (1927–1974),
- poeta, krytyk literacki i tłumacz Bogdan Czaykowski (1932–2007), który tu zaczął tłumaczyć na język polski Gitajali – Pieśni ofiarne Rabindranatha Tagore[9],
- działaczka polonijna Eugenia Maresch.

Częstym gościem w osiedlach polskich w Indiach, szczególnie w obozie Valivade była Wanda Dynowska (1888–1971), pisarka, tłumaczka, działaczka społeczna, popularyzatorka teologii i filozofii hinduizmu w Polsce. Odczyty, które wygłaszała w obozach uchodźców, cieszyły się bardzo dużym zainteresowaniem. Ona też założyła Bibliotekę Polsko-Indyjską oraz Stowarzyszenie Polsko-Indyjskie.
W Valivade zmarło 70-80 Polaków, którzy zostali pochowani na miejscowym cmentarzu. W sierpniu 1975 na terenie gimnazjum św. Ksawerego w Kolhapuru została ustanowiona przez Radę Ochrony Pamięci Walk i Męczeństwa tablica upamiętniająca te osoby i odsłonięta przez ambasadora PRL w Delhi. Inskrypcja brzmiała: Ku pamięci siedemdziesięciu Polaków, którzy w drodze powrotnej do swych domów w Ojczyźnie, zmarli na ziemi Indii, w latach 1943-1948. Valivade, Kolhapur.
Obóz został oficjalnie zamknięty jesienią 1947. Wówczas statkiem MS Batory odpłynął ostatni transport polskich uchodźców. W 1948 osiedle zostało zlikwidowane. Polacy, zamieszkujący dotąd to miejsce wyjechali do Europy, Ameryk, Afryki i Australii. W latach 1943–1947 przez obóz Valivade przeszło ok. 5 tys. Polaków.
W efekcie działalności Polaków w rejonie Kolhapur wielu Hindusów posługiwało się w późniejszych latach językiem polskim.
Nazwa została przemianowana z Valivade na Gandhinagar. W późniejszym czasie powstał w tym miejscu inny obóz, z budowanymi budynkami mieszkalnymi. Na przełomie lat 70./80. obóz był wykorzystywany na schronienie dla hinduskich uchodźców z Pakistanu (pod koniec lat 70. zamieszkiwało ich tam kilkanaście tysięcy).